# برهان بقاعی
ابوالحسن، ابراهیم بن عمر بِقاعی شهرت‌یافته به برهان/الدین بقاعی (۱۴۰۷-۱۴۸۰) فقیه، ادیب، تاریخ‌نگار، زبان‌شناس و مفسر شامی بود.

## زندگی
نسب کاملش «برهان‌الدین ابوالحسن ابراهیم بن عمر بن حسن بن رُباط بن علی بن ابی‌بکر خِرباوی بِقاعی» ذکر شده. زادهٔ روستای خربة روحه (از توابع شهرستان راشیا استان بقاع) در ۱۴۰۷/ ۸۰۹ بود. در حملهٔ بنو مزاحم به این روستا در ۱۴۱۸/ ۸۲۱، بسیاری از اهالی مهاجرت کردند و برهان‌الدین به دمشق رفت. آنجا علوم قرآنی و قرائت خواند. میان او و شمس‌الدین سخاوی، از رقابت و کشمکش ذکر شده است. برهان‌الدین به حج رفت و بسیار سفر کرد، سپس به دمشق بازگشت و همان‌جا در ۱۸ رجب ۸۸۵/۲ اکتبر ۱۴۸۰ درگذشت.